# 悪魔の実
悪魔の実（あくまのみ）は、漫画『ONE PIECE』に登場する架空の果実。

## 概要
悪魔の実は「海の悪魔の化身」「海の秘宝」と称される果実で、食べた者には特殊な能力が身に付く。人間はもちろん、魚人族や動物など、いかなる生物が食べても能力を得られる。悪魔の実には多くの種類が存在し、食べた実の種類に応じて様々な力を得ることができる。実を一口でもかじると、その時点で食べた者に能力が発現し能力者となるため、残りの実はただの果実となる（すなわち、1つの実から複数の能力者が誕生することはない）。実を直接食べず、実から抽出したエキスを摂取することでも能力を得られる。味は非常に不味い。この果実を食べた者を「悪魔の実の能力者」と呼ぶ（作中では「能力者」と略されることが多い）。悪魔の実の能力者は、その能力によって「○○人間（動物の場合は動物名）」とも呼ばれる。能力は使い方と訓練次第で強化することができ、技の威力や効果を及ぼす範囲などを拡大させることが可能。また、能力には相性や上下関係があり、特定の能力に対して高い効果を発揮するものも存在する。
悪魔の実は伝説とされるほど希少な存在で、その存在自体を知らない者や、噂程度にしか知らない者も多い。チョッパーや幼少期のロビンのように、能力者ゆえに周囲から迫害されることもある。一方、世界中の海賊が集まる「偉大なる航路」には、数多くの能力者が存在する。その絶大な効力と希少さから、売れば最低でも1億ベリーの値がつく。
悪魔の実の能力者に対する対抗策としては、その能力の弱点を突くこと、海水や海と同じエネルギーを発する鉱石である「海楼石」を用いること、「武装色の覇気」がある。悪魔の実の能力は能力者の肉体のみならず、衣服などにも作用する場合がある。
同じ悪魔の実が同時期に世界に2つ存在することはないが、悪魔の実の能力者が死ぬと、世界のどこかにその能力を秘めた悪魔の実が復活し、その実を食べた者が新たな能力者となる。詳細不明ながら、黒ひげ海賊団は、能力者を殺しその能力を奪い取る「能力者狩り」を行っている。過去に実在した悪魔の実の名前や能力を記した「悪魔の実の図鑑」が存在する。ただし、図説まで載っている実は少ないため、実際に食べるまで実の名前や能力を知るのは難しい。
悪魔の実の色や形状には特に統一性がないが、果皮に唐草模様のようなグルグル模様がついているのが特徴。名称の通り果実であるが、どのようにして収穫されるのかは現在のところ作中では明かされていない。
Dr.ベガパンクは悪魔の実について、「誰かが望んだ『人の進化』の可能性であり、不自然ゆえに『自然の母』である海に嫌われる。能力者は誰かが思い描いたいくつもの異次元を生きる者達」という仮説を立てている。

### 悪魔の実のデメリット
悪魔の実には共通して以下のようなデメリットが存在する。
泳げなくなる
「海の悪魔の化身」である悪魔の実を口にした者は海に嫌われ、一生カナヅチになる。能力者は海に入ると体から力が抜け、能動的に能力を使うことができなくなり、沈んでしまう。ただし、体の一部分だけが浸かっている場合には症状は軽く、能力も行使できる。
この場合の「海」とは、川や風呂なども含めた「水が溜まっている場所」全てを指す。また、雨やシャワーなどの流水が能力者に影響を与えることはない。
能力者が海楼石に触れた場合も、海に浸かった時と同様の状態となる。そのため、対能力者用の武器や檻・手錠などには海楼石が使用されている。なお、能力者の攻撃では海楼石を破壊することはできない。
複数の悪魔の実を食べることはできない
悪魔の実の能力者がさらに別の実を食べると、体が跡形もなく飛び散って死ぬという。すなわち、一人が食べられる悪魔の実は一つに限られる。
例外的に黒ひげは、白ひげの遺体から「グラグラの実」の能力を奪い、「ヤミヤミの実」に加え2つ目の能力を得ることができたが、この理由は不明である。

### 悪魔の実の研究・分析
Dr.ベガパンクは、悪魔の実の研究で大きな実績を挙げている。例として以下のものが挙げられる。
- 悪魔の実の能力の伝達条件を解明
- 無生物（銃や刀など）に実を食べさせる新技術を開発[注 11]
- 「ピカピカの実」の能力を再現し、レーザー兵器としてパシフィスタへ搭載
- 能力者から採取した「血統因子」をもとに、動物系の人造悪魔の実や、投与することで能力を得られる特殊な血液「グリーンブラッド」を作成

チョッパーは、悪魔の実の変形の波長を狂わせる劇薬「ランブルボール」を開発し、「ヒトヒトの実」の新たな変形点を発見している。
シーザー・クラウンは「血統因子」を応用して、動物系の人造悪魔の実「SMILE」の原料となる薬品「SAD」を製造している。

### 上下関係
同種の能力を持つ悪魔の実の間には、上下関係がある場合がある。ただし、能力の強さが能力者の強さと必ずしも一致するわけではない。作中で判明しているのは以下の4例。
- マグマグの実＞メラメラの実[5]（マグマは火を焼き尽くす）
- トントンの実＞キロキロの実[5]（変えられる体重の単位が違う）
- ヒエヒエの実＞ユキユキの実[5]（冷却速度が違う）
- ブキブキの実＞スパスパの実[5]（変化させられる武器の種類が違う）

### 覚醒
悪魔の実の能力は、稀に「覚醒」を遂げることがある。覚醒の条件は、能力者の心身が「能力」に追いつくこと。覚醒した能力者は通常よりも更に強大な力を扱えるようになるが、相応のリスクもあり、体力の消耗が大きくなる。動物系の場合は人格を取り込まれてしまうことも多い。超人系は能力が自身以外に影響を与え、動物系は特殊な変身が可能になるが、自然系の場合は現時点では不明。作中で登場する主な覚醒した能力者は以下の通り。
インペルダウンの獄卒獣
覚醒した動物系の能力者達。気絶に至る大技を喰らってもすぐに戦闘に復帰できるほどの異常なタフさと回復力を得ることができる。
ドンキホーテ・ドフラミンゴ
覚醒した「イトイトの実」の能力者。本人のみならず、建物や地面など周囲の物にまで影響を与え、糸にすることができる。
シャーロット・カタクリ
覚醒した「モチモチの実」の能力者。本人の体のみならず、地面など周囲の物をもモチにすることができる。
トラファルガー・ロー
覚醒した「オペオペの実」の能力者。生物や物質に能力の性質を付与する（「円（サークル）」を纏わせる）ことができる。
ユースタス・キッド
覚醒した「ジキジキの実」の能力者。生物や物質に磁力を付与することができる。
モンキー・D・ルフィ
覚醒した「ヒトヒトの実　モデル”ニカ”」の能力者。超人系の覚醒と同じように、生物のみならず周囲の物質をもゴムにすることができる。髪や服は白色に変化し、ゴムの体にさらなる腕力と自由が与えられる。
ロブ・ルッチ
覚醒した「ネコネコの実 モデル”豹（レオパルド）”」の能力者。より戦闘力が増大した「覚醒フォルム」に変身できる。
ギルド・テゾーロ
覚醒した「ゴルゴルの実」の能力者。全長10キロメートル（6マイル以上）に及ぶ島ほどの大きさの巨大船「グラン・テゾーロ」中にある全ての黄金を操作でき、黄金に異常があれば探知が可能。
ダグラス・バレット
覚醒した「ガシャガシャの実」の能力者。島全体を吸収し、合体することが可能。

## 種類
悪魔の実はその能力によって、人智を超えた能力が身に付く「超人（パラミシア）系」、動物への変身能力を持つ「動物（ゾオン）系」、身体を自然物に変化させ操れる「自然（ロギア）系」の3系統に大別できる。
作中には多数の悪魔の実の能力者が登場するが、「悪魔の実」そのものが描写されているのは一部のみである。『ONE PIECE magazine』では「悪魔の実図鑑」と題して、作中で描かれていない悪魔の実の外見を紹介している。作中に登場した実の色はアニメより。

### 超人系
超人（パラミシア）系は、人智を超えた能力が身に付く種である。確認されている数は最も多い。得られる能力は多種多様で、動物系と自然系以外は全て超人系に分類される。能力者の身体そのものが変化する場合もあるが、基本的にはその原形を留める能力である。物質や他の生物に影響を及ぼす能力の中には、能力者が気絶または死亡すると効果が失われるものがある。能力者や対象者の体力および「寿命」を削る能力もある。
| 名前                 | 能力者                                                                | 能力                                                                                   | 備考 |
| -------------------- | --------------------------------------------------------------------- | -------------------------------------------------------------------------------------- | --- |
| ゴムゴムの実         | モンキー・D・ルフィ                                                   | 体がゴムになる                                                                         | - 体はゴムのそのものの性質を持つ - ゴムゴムの実という名前は、世界政府が実の真の名前と能力を隠すために付けた偽りの名前。真の名は、動物系幻獣種の悪魔の実「ヒトヒトの実 モデル”ニカ”」（後述） |
| バラバラの実         | バギー                                                                | 体をバラバラにすることができる                                                         | - バラバラにした体を浮遊させ、足を中心とした一定範囲内で操ることができる。足は浮かせない - 自分でバラバラになれる大きさはぶつ切り程度（それ以上細かくされた場合も元には戻れる） - 斬撃が無効 - 実はオレンジ色のパイナップルのような形状。ブドウのように小さな部分が集まってできており、緑色の葉が付いている |
| スベスベの実         | アルビダ                                                              | 肌がスベスベになり、摩擦抵抗をなくすことができる                                       | - 物理攻撃が無効 - 実を食べた者に絶大な美容効果をもたらし、容姿が美しく変わる - 実は桃のような形状。色は桃色 |
| キロキロの実         | ミキータ（ミス・バレンタイン）                                        | 自分の体重をキロ単位（1～1万キログラム）で変えることができる                           | - 体重を重くして相手に乗りかかることで攻撃に応用できる - 体重を軽くすることで、風に乗り浮遊できる - 「トントンの実」の下位種 - 実は円筒形の分銅のような形状。色はピンク |
| ボムボムの実         | ジェム（Mr.5）                                                        | 全身のあらゆる部位を起爆することができる                                               | - 鼻糞・吐息などの分泌物も起爆できる - 爆撃・火薬が無効 - 実は丸い爆弾のような形状で、導火線に似たヘタが付いている。色は紫 |
| ハナハナの実         | ニコ・ロビン                                                          | 体の一部を、一定範囲内のあらゆる場所から花のように生やし咲かせることができる           | - 生やした体の一部は能力者の本体と感覚を共有しており、ダメージを受けると本体もダメージを受ける - 大量の体の一部を合体して巨大化させることもできる - 体そのものを生やすことで、分身を作ることもできる - 分身を巨大化させることができるが、多用すると体力を消耗する - 実はドリアンに似た形状で、果皮は花のような形をしている。色は桃色 |
| ドルドルの実         | ギャルディーノ（Mr.3）                                                | 体から蝋を搾り出し、操ることができる                                                   | - 「ドル」とは「キャンドル（蝋燭）」の「ドル」 - 固まった蝋は鋼鉄に匹敵する硬度を持つ - 液体を通さないため、ドクドクの実の毒液が通用しない - 蝋は火で溶ける - 実は洋梨のような形状で、上部が溶け出したような外観をしている。色は白 |
| バクバクの実         | ワポル                                                                | いかなるものも食べることができる                                                       | - 食べた物を自分の体の一部にしたり、変形・融合させて取り出すこともできる - 自分自身を食べて整形・変身できる - 実は球状で、縦に口のようなギザギザ模様が入っている。色は紫 |
| マネマネの実         | 黒炭ひぐらし →ベンサム（Mr.2・ボン・クレー）                          | 右手で顔に触れた人物の姿・体格・声を記憶し、その人物に変身できる                       | - 左手で自身の顔に触れることで自動的に元に戻る - 記憶できる人物の数は無制限 - 変身できる時間に制限は無い - 複数の人物の合成（モンタージュ）もできる - 容姿や声だけでなく体格・体質まで真似るため、変身中は自分の体技が使えない - ベンサムは不能だったが、ひぐらしは着ている服まで真似ることができた - 相手の悪魔の実の能力を真似することはできない - 実は瓜の様な形状で、ピンク色の縦筋が入っている。色は臙脂色 |
| スパスパの実         | ダズ・ボーネス（Mr.1）                                                | 全身を刃物にすることができる                                                           | - 刃物は鉄の硬度を持ち、鉄が耐えうる程度の打撃・斬撃を無効化する - 「ブキブキの実」の下位種 - 実はバナナに似た形状で下半分が白く、乱れ刃のような模様をしている。色は藍色 |
| トゲトゲの実         | ザラ（ミス・ダブルフィンガー）                                        | 体中のどこからでも鋭い棘を生やすことができる                                           | - 自身の体のツボを刺激することにより、身体能力を強化できる |
| オリオリの実         | ヒナ                                                                  | 体を錠にすることができる                                                               | - 触れた相手を鋼鉄の錠で捕縛できる |
| バネバネの実         | ベラミー                                                              | 体をバネにすることができる                                                             | - バネの伸縮性と反動性を持つ |
| イトイトの実         | ドンキホーテ・ドフラミンゴ                                            | 体から糸を出すことができる                                                             | - 糸で他人の体の自由を奪い、操ることができる - 対象に意識がない場合は、操る事ができない - 糸を使い、対象を切り裂くことができる - 海楼石を切ることはできない - 雲に糸をかけて、空中を移動することができる - 糸で分身を作ることができる - 時間があれば糸で自身の内臓の修復作業ができる - ｢覚醒｣すると、周囲の物質を糸に変えることができる - 実は洋梨のような形状。色は白 |
| ノロノロの実         | フォクシー                                                            | 「ノロマ光子」の光線を放つことができる                                                 | - 「ノロマ光子」は、触れた物の速度を、他の全てのエネルギーを残したまま約30秒間ノロくする（能力者自身にも効果がある） - ノロマ光子は鏡に反射する - 動きが遅くなった対象に与えたダメージは蓄積され、効果が切れた瞬間にまとめて衝撃を受ける |
| ドアドアの実         | ブルーノ                                                              | 触れた場所にドアを作り出すことができる                                                 | - 作り出したドアは、閉めるか一定の時間経過で消滅する - 「大気の壁」にドアを作ることで、別次元へと出入りできるが、多用し過ぎると体力を消耗する |
| アワアワの実         | カリファ                                                              | 石鹸のように体から泡を出し、操ることができる                                           | - 生み出した泡は、あらゆるもの（能力・汚れ・身体の凹凸など）を削ぎ落とす - 水で泡が落ちると泡の効果も消える - 実はスイカのような形状。皮は紫色、中身は緑色 |
| ベリベリの実         | ベリーグッド                                                          | 体の各部を果実のように丸く取ることができる                                             | - 丸くした体を飛ばしたり、様々な体型にくっつき直すことができる |
| サビサビの実         | シュウ                                                                | 触れた金属を錆びつかせることができる                                                   | - 生物の身体を錆び付かせることもできる |
| シャリシャリの実     | シャリングル                                                          | 体の各部を車輪にし、回転させることができる                                             | |
| ヨミヨミの実         | ブルック                                                              | 死後に一度だけ黄泉の国から蘇ることができる                                             | - 能力者の魂は、死後に黄泉の国から現世に舞い戻る - 蘇るためには、魂の状態で自身の死体を探し、入り込む必要がある。死体が白骨化していても蘇ることができる - 能力発動後は、魂を現世に留めるために実体に近い非常に強烈なエネルギーを発し続ける。それを応用することで以下のことが可能 - 歌と音楽を通じて他者の魂に強く訴えかけ、幻さえも見せられる - 音楽を奏でることによって、人や動物を眠らせたり、ソルソルの実の能力で擬人化させた無機物や動植物の魂を剥ぐ事ができる - 霊魂を体から切り離し、幽体離脱する - 体を切り離されても繋ぎ直せられる - 黄泉の冷気を武器に纏わせ、攻撃した対象を凍結させる - 身体から切り離した霊魂に黄泉の冷気を纏わせることで、すり抜けた生物を凍らせる事ができる - 実を食べた後は一度死ぬまでは何の効果もなく、泳げなくなるというデメリットだけが現れる - 実は髑髏に近い形状。色は橙色 |
| ホロホロの実         | ペローナ                                                              | 霊体を生み出すことができる 幽体離脱をすることができる                                  | - 生み出せる霊体は、触れた者を極度のネガティブ思考にするものと、破裂して物理的な衝撃波を生むものの2種類 - 霊体はあらゆる物体をすり抜けて飛行でき、それを通して物事を見聞きしたり話すことができる - 元から度を超してネガティブな人間には、ネガティブ思考にする霊体が効かない - 実はバナナの房と5匹の霊体を掛け合わせたような形状をしている。色はクリーム色 |
| スケスケの実         | アブサロム →シリュウ                                                  | 自分の体、およびその体に触れた人や物を透明にすることができる                           | - 触れたもののみを透明にすることもできる |
| カゲカゲの実         | ゲッコー・モリア                                                      | 影を支配することができる                                                               | - 自らの影を実体化させ、操ることができる - 実体化した影は物理的な攻撃を一切受け付けない - 影と能力者自身の居場所を自在に入れ替えられる - 他人の影に能力者の影を同化させて操ることで、他人を影の形の通りに変形させることができる - 他人の影に対して物理的な干渉を行うことができるようになり、「影を奪う」ことができる - 持ち主を離れた影は能力者に従う - 影を奪われた者は鏡や写真に映らなくなり、太陽の光（直射日光）を浴びると消滅する - 影を奪われた者（本体）が死ぬと、その者から奪った影も消える - 奪った影を死体・物体に入れると、「ゾンビ」となって動き出す - 塩や海水を口の中に入れられたゾンビは、影が離れ抜け殻となる - 持ち主以外の生体に入れた影は短時間で離れるが、影を取り込んだ者はその間だけ入れられた影の身体能力を得ることができる - 能力者自身にも有効だが、精神力が弱いとすぐに影が放出されてしまう - 実はメロンに近い形状で、トウモロコシのような葉っぱに包まれている。色は黒                                                                           |
| ニキュニキュの実     | バーソロミュー・くま                                                  | 掌に現れた肉球で、触れたものを弾き飛ばすことができる                                   | - 気体・痛み・疲労など、形のないものも弾き飛ばせる - 弾き出した痛み・疲労などは一定時間経つと元の場所に戻る - 自身を弾き飛ばすことで、瞬間移動にも似た高速移動が可能 - 自身が定めた遠隔地に人を飛ばすことが可能 - 指定できるのは「能力者自身が行ったことのある場所」に限られる - 実は肉球の様な形状で、上部に3つのこぶがある。色はペールオレンジに近い |
| ジキジキの実         | ユースタス・キッド                                                    | 磁力を操ることができる                                                                 | - 周囲の金属類を自在に操ったり、自分の体を金属に引き寄せて移動したりすることができる - ｢覚醒｣すると、自分以外の生物や物体に磁力を付与することができる - 実はブドウのような形状で、稲妻状の棘が生えており、ヘタが実全体に巻きついている。色は紺色 |
| オペオペの実         | トラファルガー・ロー                                                  | 発生させた「円（サークル）」の内部を意のままに支配することができる                     | - 「円（サークル）」内の物体を改造したり、位置を入れ替えたりできる。改造の効果は「円」の外に出ても持続する - 人体に対して有効に用いるには、医学の知識が必要となる。 - 優秀な医者が用いると、あらゆる難病・奇病を治療する手術（オペ）を行うことができる。それを応用することで以下のことが可能 - 対象者を生かしたまま、痛みや出血を伴うことなく、人体を切断したり臓器を抜き取ることができる - 人体に他の動物の手足などを移植することができる - 生物の人格を自在に入れ替える「人格の移植手術」をすることができる - 人体に電気ショックを与えることができる - 人体に外傷を与えることなく、内臓を破壊することができる - 能力を使用するほど体力を消耗し、使用範囲を拡大すると寿命が削られる - 才気ある者ならば、能力者自身の命と引き換えに、人に永遠の命を与える「不老手術」を行うことができる - このため、古来よりの人類の夢が叶う「究極の悪魔の実」とも呼ばれる - ｢覚醒｣すると、自身以外に「円（サークル）」を纏わせることができる - 実はハート形のリンゴのような形状。色は赤色 |
| シロシロの実         | カポネ・ベッジ                                                        | 体を城にすることができる                                                               | - 人や物を縮小化し、体内に収めることができる - 縮小化した自分の分身を体内に出現させることができる - 体内の構造を自由自在に変えられる。体内の人や物は能力者の体勢の影響を受けない - 両足をキャタピラに変えたり、自分の体を巨大で強固な城に変えたりできる - 能力者本人が死亡すると体内に収めていたものは全て体外に放出される |
| ワラワラの実         | バジル・ホーキンス                                                    | 藁人形を生み出すことができる 自身が巨大な藁人形に変身できる                            | - 他人の分身である藁人形を体に宿し、自分が受けたダメージを肩代わりさせることができる - 体内にストックした藁人形が尽きない限り、能力者はダメージを受けない - 巨大な藁人形を出現させ、操ることができる - 出現させた藁人形がダメージを受けると能力者本人もダメージを受ける |
| トシトシの実         | ジュエリー・ボニー                                                    | 自他問わず、年齢を変えることができる                                                   | - 生物に対する効果は一時的で、永続しない - 使用対象を本来の成長とは異なる方向で成長させることができるが、現実を知るたびに未来が制限される - 無機物を経年劣化させることもできる |
| オトオトの実         | スクラッチメン・アプー                                                | 体の各所を様々な楽器に変え、そこから発する音で攻撃することができる                     | - 攻撃範囲は音が聞こえる距離で、相手に音が聞こえないと攻撃は効かない - 照準は目線 |
| メロメロの実         | ボア・ハンコック                                                      | 相手を魅了し、石にすることができる                                                     | - 能力者に少しでも惚れてしまった者は石化する - 見惚れなかったり、邪心を揉み消したり、邪心を一切持たない場合は無効 - 石化した生き物は仮死状態となり、能力者が石化を解けば生き返るが、割れると死ぬ - 石化を解かれた者は、石化前後の記憶を少し失う - 石化は「石化させた能力者本人」にしか解けず、能力者が死亡した場合、次の能力者には石化を解くことはできない - 無生物を石化させることもできる - 実はサクランボの様な形状で、枝の部分と実のハート模様に渦巻紋が入っている。色は赤と青 |
| ドクドクの実         | マゼラン                                                              | 体から猛毒を分泌することができる                                                       | - 分泌した毒液を操ることができる - 生物・無生物を問わずに、浸透・感染する強力な猛毒液を分泌し操ることができる - 毒物が無効となるが、重度の下痢体質になってしまう |
| ホルホルの実         | エンポリオ・イワンコフ                                                | 生体ホルモンを指先から注入し、対象の生物を変化させることができる                       | - 性別・色素・体温・成長・テンション・治癒力などを変えられる - 治癒力やテンションに関するホルモンを多用し過ぎると、対象の寿命が削られる - 能力者自身に投与することもできる |
| チョキチョキの実     | イナズマ                                                              | 腕をハサミに変え、物を紙のように切り取ることができる                                   | - 切り取ったものは、材質や硬度を問わず、紙のように折り曲げたり接着したりできる |
| グラグラの実         | エドワード・ニューゲート（白ひげ） →マーシャル・D・ティーチ（黒ひげ） | 振動を発生させ、地震を引き起こすことができる                                           | - 海震を起こして津波を発生させたり、大気を殴りつけることで衝撃波を起こすこともできる - 自分の体や武器に凝縮した振動を纏わせ、破壊力を増大させることもできる - 空間そのものを掴んで揺らし、島や海を大きく歪ませて傾かせることもできる - その強大な破壊力は「世界を滅ぼす力」とも呼ばれ、数ある超人系悪魔の実の中でも最強と謳われる |
| キラキラの実         | ジョズ                                                                | 体をダイヤモンドに変えることができる                                                   | |
| ポケポケの実         | ブラメンコ                                                            | 体にポケットを作り出し、物を収納することができる                                       | - ポケットの容量は無限 - 物の大きさに関係なく出し入れできる |
| ウォシュウォシュの実 | つる                                                                  | あらゆるものを洗濯物のように洗い、干すことができる                                     | - 洗われて干された悪党は心も洗われて、悪の心が少し薄れる |
| フワフワの実         | シキ                                                                  | 自分自身および一度触れた物体を浮遊させ、操ることができる                               | - 自分以外の生物は浮かせられない - 暴風などの気象現象が弱点 - 能力者本人が気絶すると、浮遊していた物体は全て落下する |
| マトマトの実         | バンダー・デッケン九世                                                | 手のひらで触れてメモリーした相手を、いついかなる場所からでも的と定めて狙うことができる | - 能力者が投げ飛ばした物は、何かに遮られたり叩き落とされたりしない限り、的に当たるまで飛び続ける - 能力の効果は水中でも持続する - メモリーできる相手の数は、自らの手のひらの数と同じ。別の相手に触れることで、メモリーは上書きされる - 島のように巨大な物体も的に向けて投げ飛ばす事ができる - 能力者本人が気絶すると効果が消え、投げ飛ばした物体は落下する |
| フクフクの実         | 錦えもん                                                              | あらゆる衣服を作り出すことができる                                                     | - 能力を発動させるには、服を着る者が頭に石や木の葉を乗せるか、能力者本人が作り出した暖簾の下を通る必要がある - 作り出した衣服は脱いだり破損すると消える |
| ブキブキの実         | ベビー5                                                               | 体を武器に変えることができる                                                           | - 銃、鎌、斧、剣、ミサイルなど様々な武器に変化できる - ミサイルなどの爆発物に変化した際は、体が木っ端微塵になっても再生できる - 「スパスパの実」の上位種 |
| グルグルの実         | バッファロー                                                          | 体をプロペラのように回転させることができる                                             | - 空を飛んだり、突風を起こしたりできる |
| ズシズシの実         | イッショウ（藤虎）                                                    | 重力を操ることができる                                                                 | - 重力を用いて隕石を落とすことができる - 反重力で物体を浮遊させることができる |
| バリバリの実         | 黒炭せみ丸 →バルトロメオ                                              | いかなる攻撃を通さないバリアを作り出すことができる                                     | - 人差し指と中指を交差させてバリアを出す - バリアは半透明な固形物の板のような質感で、普通の物体の様に触れる - 防護だけでなく、バリアをぶつけての攻撃や足場などとしての使用も可能 - 一度に出せるバリアは一枚で、面積にも限度があるが、その範囲内なら形を自在に変えられる |
| ヌイヌイの実         | レオ                                                                  | あらゆるものを材質問わずに縫い付けることができる                                       | - 能力の使用には針や糸を用いる - 実は６色に塗り分けられたビーチボールのような形状で、ヘタが縫い糸のように通った縫い針状の芯が実の中心を貫いている。色が変化する境界は糸で縫い付けられている |
| ギロギロの実         | ヴィオラ                                                              | 千里眼を使うことができる                                                               | - 透視や読心を行うことができる - 自分の記憶を相手に見せることもできる - 涙を硬化させ、攻撃することができる - 見渡せる範囲は八方4000km |
| アトアトの実         | ジョーラ                                                              | 人や物を芸術（アート）作品に変えることができる                                         | - 芸術作品に変えられた対象は、本来の機能を失う - 能力者本人が気絶すると、それまで芸術作品に変えられていた対象は元に戻る |
| ジャケジャケの実     | ケリー・ファンク                                                      | 体をジャケットに変えることができる                                                     | - 生物に自身を着せることで、人格を乗っ取り、肉体を操ることができる |
| パムパムの実         | グラディウス                                                          | 自身の体、および触れた無機物を破裂（パンク）させることができる                         | - 生物を破裂させることは出来ない - 能力者自身の体を破裂させてもダメージはない |
| ベタベタの実         | トレーボル                                                            | 体から粘液を出すことができる                                                           | - 粘液は可燃性を持つ - 粘液で能力者自身の身体を新たに肉付けすることができる |
| ホビホビの実         | シュガー                                                              | 触れた生物をオモチャに変えることができる                                               | - オモチャに変えられた者は、周囲の者の記憶から消える - オモチャにした者を服従させることができる - 能力者は実を食べた瞬間から歳をとらなくなる - 複数の生物を合体させて1体のオモチャに変えることもできる - 能力者本人が気絶すると、それまでオモチャに変えられていた者は元の姿に戻り、周囲の者の記憶にも甦る - 実はヨーヨーのような形状で、ヘタがゼンマイネジのような形になっている。色は赤色で、両側面に渦巻状の内部が露出している |
| スイスイの実         | セニョール・ピンク                                                    | 壁や地面を自在に泳ぐことができる                                                       | - 水中や空中を泳ぐことはできない |
| トントンの実         | マッハバイス                                                          | 自分の体重をトン単位で変えることができる                                               | - 体重を軽くすると、宙に浮かぶことができる - 「キロキロの実」の上位種 |
| ヒラヒラの実         | ディアマンテ                                                          | 自分の体や触れた物を旗のようにはためかせることができる                                 | - 変化させた物体の性質（硬度など）は変わらない |
| イシイシの実         | ピーカ                                                                | 触れた岩石と同化することができる                                                       | - 岩石でできていれば建造物や地形とも同化することができ、地殻変動を起こしたり、山のように巨大な石の怪物になるといったこともできる - 操れる岩石は能力者本体が触れて一続きになっている物のみで、分断されると操作は途切れる |
| フデフデの実         | 黒炭カン十郎                                                          | 描いた絵を実体化させることができる                                                     | - 実体化させたものは、本物と同様の性質を持つ - 能力者の画力に応じて、実体化したものの質が変化する。上手く描いた絵は濡れても溶けない - 体力を大きく消耗する代わりに、実体化させたものの遠隔操作ができる - 実体化させた絵を纏って他人に変装することができる - 髪を筆代わりにして、墨の雲を生み出すことができる - 実は栗や筆先に似た形状 |
| ナギナギの実         | ドンキホーテ・ロシナンテ（コラソン）                                  | あるゆる音を消すことができる                                                           | - ナギは無風状態を意味する「凪」のこと - ドーム状の防音壁を作り、内外の音を遮断することができる - 能力者が触れた相手が出す音も消すことができる |
| チユチユの実         | マンシェリー                                                          | 生物のあらゆる傷を治癒させることができる                                               | - 「魔法のジョーロ」から出る水や、能力者が流す涙に治癒の効果がある - 能力者自身の涙の成分で、一時的な超回復をもたらす効力を持つ花を咲かせることができる - 最上の業として、能力者自身の寿命を削って行う物質の復元能力がある - 切断された部位も治すことができるが、縫い合わせる必要がある - 他者から治癒力を提供してもらい、別の者の治癒に使える - 治癒力を取られた者は、回復するまで動けなくなる |
| ソルソルの実         | マザー・カルメル →シャーロット・リンリン（ビッグ・マム）              | あらゆる生物の魂（ソウル）を操ることができる                                           | - 他人から魂=寿命を奪うことができる - 寿命を奪えるのは、その相手が同意するか、少しでも死を恐れた場合のみだが、奪う際に能力者自身の声を聞かせなければ効果はない - 自分や他人の魂を無機物や動植物に入れて、擬人化させることができる - 魂を死体や他人に入れることはできない - 自分の魂を具現化した「化身」を操ることができる - 自分の寿命を消費して身体を強化・巨大化することができる - 骨折した場合、骨に魂を入れて治療することができる。 |
| ミラミラの実         | シャーロット・ブリュレ                                                | 鏡を生み出すことができる                                                               | - 鏡で攻撃を反射することができる - 鏡の中の世界=鏡世界（ミロワールド）に出入りすることができる - 能力者本人に触れていれば他人でも自在に出入りできる - 鏡世界（ミロワールド）内では鏡と意思疎通ができる - 自分及び他者に鏡像を投影し、変身させることができる |
| ペロペロの実         | シャーロット・ペロスペロー                                            | キャンディを生み出し、操ることができる                                                 | - キャンディは高熱のものに触れたり時間が経過したりすると溶ける - 鉄を含ませ加工することで溶けないようにすることができる |
| ビスビスの実         | シャーロット・クラッカー                                              | ビスケットを無限に生み出し、操ることができる                                           | - 生み出したビスケットを組み合わせ、高い硬度を持つ「ビスケット兵」として使役することができる - ビスケットは水によって柔らかくなる |
| バタバタの実         | シャーロット・ガレット                                                | バターを操ることができる                                                               | - 固まったバターで相手を拘束できる |
| ブクブクの実         | シャーロット・モンドール                                              | 本を操ることができる                                                                   | - 本の物語の中に人を引き入れることができる - 生物を本の中に閉じ込めることができる - 本の中にいる生物は永遠に年をとらない - 能力者当人以外が閉じ込められた者を脱出させるには、本を燃やすしかない |
| クリクリの実         | シャーロット・オペラ                                                  | 生クリームを生み出し、操ることができる                                                 | - クリームは「甘み」という攻撃概念を持ち、他者の身体に触れさせると痛覚を生じさせ、発火させられる |
| シボシボの実         | シャーロット・スムージー                                              | 人や物から水分を搾り取ることができる                                                   | - 搾り取った水分は普通の飲み物のように飲むことができる - 毒を喰らった場合、自分の体を搾ることで毒を抜き出すことができる - 剣で斬ったものから水分を抜き取り、干からびさせることができる - 吸収した水分を自分の体に蓄えて巨大化したり、水分を放出して攻撃したりできる |
| メモメモの実         | シャーロット・プリン                                                  | 人の記憶を改竄することができる                                                         | - 記憶をフィルム状にして取り出すことができる - 過去の記憶を走馬灯のようにフラッシュバックさせられる - 記憶を改竄された者は、第三者から正しい記憶を伝えられると本来の記憶を取り戻すことができる |
| モチモチの実         | シャーロット・カタクリ                                                | 体をモチに変えることができる モチを生み出し、操ることができる                          | - 特殊な超人系能力 - モチの弾力性・伸縮性・粘着性を持つ - 物理攻撃が無効 - 水分に触れると粘着力が落ちる - 「覚醒」すると、周囲の物質をモチに変えることができる - 実は膨らんだモチのような形状。色は白 |
| ホヤホヤの実         | シャーロット・ダイフク                                                | 体から魔人を召喚することができる                                                       | - 魔人は能力者自身の身体を擦ることで召喚できる - 魔人を操れる範囲には限度がある |
| ネツネツの実         | シャーロット・オーブン                                                | 体から高熱を発することができる                                                         | - 視線を向けた対象を熱することができる |
| ククククの実         | シュトロイゼン                                                        | あらゆる物を食材に変えることができる                                                   | - 変化させた食材の味はあまり芳しくない |
| ゴチャゴチャの実     | シャーロット・ニューシ                                                | 他人と合体することができる                                                             | |
| オシオシの実         | モーリー                                                              | 様々な物を壊さず押しのけることができる                                                 | - 地中に空間を開けることができる |
| コブコブの実         | ベロ・ベティ                                                          | 鼓舞した相手の内なる力を呼び起こし、身体能力を高めることができる                       | |
| ススススの実         | カラス                                                                | 身体を煤に変化させることができる                                                       | - 自身から分離させた煤の形状を変化させ、自在に操ることができる |
| キビキビの実         | お玉                                                                  | 頬からきびだんごを生み出し、食べさせた動物を手懐けることができる                       | - 自分できびだんごを食べても腹には溜まらない - 他人が無理矢理千切ろうとしてもきびだんごは出ない - 人間や通常の動物系能力者に効果はないが、SMILEの能力者には効果がある - 効果は1ヶ月で、元に戻るかそのまま懐くかは個々によって異なる |
| トキトキの実         | 光月トキ                                                              | 自身や他人を未来へ飛ばすことができる                                                   | - 過去へ戻ることはできない |
| ジュクジュクの実     | しのぶ                                                                | 触れたものを腐敗・成熟させることができる                                               | - 岩や金属などの無機物を経年劣化させて脆くしたり、腐食させて錆びつかせることもできる - 生物に対して使うと、歳を取らせることができる - 変化するのは肉体のみで精神面は変わらず、一度使うと元には戻せない |
| マキマキの実         | 雷ぞう                                                                | あらゆるものを巻物に封じ込め、放出することができる                                     | |
| シクシクの実         | ドクQ                                                                 | 伝染病を生み出すことができる                                                           | - 現実に存在しない病気も生み出すことができる - 感染した病気は他者に伝染するが、感染者が病を治すとその抗体も伝染する |
| ワプワプの実         | ヴァン・オーガー                                                      | 瞬間移動をすることができる                                                             | |
| リキリキの実         | ジーザス・バージェス                                                  | 驚異的な怪力を得られる                                                                 | |
| ノミノミの実         | ベガパンク                                                            | あらゆる知識を際限なく記憶できる                                                       | - 記憶容量に応じて脳ミソが肥大化する |
| シマシマの実         | アバロ・ピサロ                                                        | 島と同化することができる                                                               | - 同化中に島を破壊されると、能力者本体もダメージを負う |
| ガブガブの実         | バスコ・ショット                                                      | 詳細不明                                                                               | |
| デカデカの実         | サンファン・ウルフ                                                    | 身体を巨大化させることができる                                                         | |
| ムチムチの実         | 孔雀                                                                  | 鞭で調教した物を操ることができる                                                       | |
| グニョグニョの実     | プリンス・グルス                                                      | 粘土を生み出し操ることができる                                                         | - 粘土で兵士を作り出し、自在に操ることができる |
| ノリノリの実         | ブルーグラス                                                          | あらゆる乗り物・機械を乗りこなすことができる                                           | - 操れる対象は自分の覇気が及ぶ範囲内 |
| ツツツツの実         | ウルバン                                                              | 頭頂部を大砲に変化させることができる                                                   | |
| イクイクの実         | ビブロ                                                                | 自分のナワバリに入った無機物を巨大化させることができる                                 | |
| アロアロの実         | 軍子宮                                                                | 矢印を生み出し、操ることができる                                                       | - 矢印を相手に直接ぶつけて攻撃したり、矢印で鳥を作り出したりできる - 矢印で示した方向に人間を移動させることができ、攻撃を矢印に乗せることで威力を強化することもできる |
| イバイバの実         | ソマーズ聖                                                            | 荊を生み出し、操ることができる                                                         | - 荊は透明化させることが可能 |

### 動物系
動物（ゾオン）系は、動物への変身能力が身に付く種である。能力者は、通常時の形態である「人型」、完全に動物の姿となる「獣型」、中間形態である「人獣型」の計3つの形態に変形できる。
能力者の身体能力が純粋に強化される唯一の種。人獣型に変形すると、能力者の身体能力をベースにその動物並に身体能力が向上し、個々人の操作次第で姿形を変えられる。肉食種は草食種と比べ凶暴性が増す。無生物に食べさせた場合、物が意思を持ち、エサも食べるようになる。
動物系の実の多くは、その動物の生物学的分類に基づいて、複数の「モデル」に分けられている（あくまで便宜的な区分であり、モデルが違えば全くの別の実である）。動物系の中でも珍しい種として「古代種」、より希少な種として「幻獣種」が存在する。
五老星曰く、「動物系の悪魔の実には意志が宿る」とのことだが詳細は不明。
| 名前             | モデル           | 能力者                               | 動物         | 備考 |
| ---------------- | ---------------- | ------------------------------------ | ------------ | --- |
| ウシウシの実     | 野牛（バイソン） | ドルトン                             | ウシ         | - 実は牛の頭のような形状で、二本の角が生えている。色は黒                                                                                            |
| ウシウシの実     | 麒麟（ジラフ）   | カク                                 | ウシ         | - 脚や首の長さをある程度自在に変えることができる - 実はバナナのような形状。皮は赤色、中身は黄色                                                     |
| ヒトヒトの実     | －               | トニートニー・チョッパー             | ヒト         | - 人間と同等の知能を得る - 人型に変身しても、完全な人間の姿にはならない - 実はキノコのような形状。色は傘が赤、柄が白                                |
| トリトリの実     | 隼（ファルコン） | ペル                                 | 鳥           | - 世界で5種しか確認されていない飛行能力の一つ |
| トリトリの実     | アルバトロス     | モルガンズ                           | 鳥           | - 飛行能力は無い |
| イヌイヌの実     | ダックスフント   | ラッスー                             | イヌ         | |
| イヌイヌの実     | ジャッカル       | チャカ                               | イヌ         | |
| イヌイヌの実     | 狼（ウルフ）     | ジャブラ                             | イヌ         | |
| イヌイヌの実     | たぬき           | ぶんぶく                             | イヌ         | |
| イヌイヌの実     | 猟犬（ハウンド） | ハウンド                             | イヌ         | |
| モグモグの実     | －               | ドロフィー（ミス・メリークリスマス） | モグラ       | |
| ウマウマの実     | －               | ピエール                             | ウマ         | - 能力者が鳥の場合、人獣型はペガサスのような姿になる                                                                                                |
| ネコネコの実     | 豹（レオパルド） | ロブ・ルッチ                         | ネコ         | - 「覚醒」すると、戦闘力が増大した「覚醒フォルム」に変身できる - 実は豹の顔を模したような形状。耳の中にグルグル模様がある。色は豹柄。耳の部分は白色 |
| ゾウゾウの実     | －               | ファンクフリード                     | ゾウ         | |
| ヘビヘビの実     | アナコンダ       | ボア・サンダーソニア                 | ヘビ         | |
| ヘビヘビの実     | キングコブラ     | ボア・マリーゴールド                 | ヘビ         | |
| カメカメの実     | －               | ペコムズ                             | カメ         | - 甲羅はダイヤモンド並みの硬度を持つ |
| サラサラの実     | アホロートル     | スマイリー                           | サラマンダー | - 実はリンゴのような形状。色は青 |
| ムシムシの実     | カブトムシ       | カブ                                 | 昆虫         | - 人獣型は腕が4本になる |
| ムシムシの実     | スズメバチ       | ビアン                               | 昆虫         | - 人獣型は腕が4本になる |
| タマタマの実     | －               | タマゴ男爵                           | －           | - 体が卵状になり、割れる度に強く生まれ変わることができる - 卵の殻が割れる度に、タマゴ→ヒヨコ→ニワトリと強く生まれ変わる                             |
| バットバットの実 | －               | ステューシー                         | コウモリ     | - 噛みついた相手の意識を奪うことができる |
| ラコラコの実     | －               | ポンスキー                           | ラッコ       | |

#### 古代種
絶滅した古代の動物に変身することができる非常に珍しい種。他の動物系と比べて耐久性が高い。
| 名前             | モデル                     | 能力者         | 動物       | 備考 |
| ---------------- | -------------------------- | -------------- | ---------- | --- |
| リュウリュウの実 | アロサウルス               | X・ドレーク    | 恐竜・翼竜 | |
| リュウリュウの実 | スピノサウルス             | ページワン     | 恐竜・翼竜 | |
| リュウリュウの実 | プテラノドン               | キング         | 恐竜・翼竜 | - 頭のトサカを引っ張り手を離すことで、レーザーに近い貫通力を持つ衝撃波を放つことが出来る                      |
| リュウリュウの実 | ブラキオサウルス           | クイーン       | 恐竜・翼竜 | - 胴体から首と尾を蛇のように分離することが出来る                                                              |
| リュウリュウの実 | パキケファロサウルス       | うるティ       | 恐竜・翼竜 | |
| リュウリュウの実 | トリケラトプス             | ササキ         | 恐竜・翼竜 | - 首のフリルをプロペラのように回転させ、空を飛んだり移動速度を高めたりできる                                  |
| ゾウゾウの実     | マンモス                   | ジャック       | ゾウ       | - 人獣型はマンモスの胴体に人型の上半身が生えたケンタウロスのような姿になり、顔にはマンモスの鼻と牙が現れる    |
| ネコネコの実     | サーベルタイガー           | フーズ・フー   | ネコ       | |
| クモクモの実     | ロサミガレ・グラウボゲリィ | ブラックマリア | クモ       | - 相手に幻覚を見せる「幻霧」を発生させることができる - 毒や、粘着性と可燃性を併せ持つ糸を分泌することができる |

#### 幻獣種
伝説上の動物に変身することができる種。通常の変身能力に加えて、超人系や自然系のような特殊能力が使えるようになる。世界でも数が最も少なく、自然系より更に希少な種とされている。
| 名前             | モデル                       | 能力者              | 動物 | 備考 |
| ---------------- | ---------------------------- | ------------------- | ---- | --- |
| トリトリの実     | 不死鳥（フェニックス）       | マルコ              | 鳥   | - 不死鳥の炎により、いかなる攻撃を受けても炎と共に再生できる - 再生能力には限界があり、無限に行うことはできない - この炎は「燃え広がる」「高熱である」といった通常の炎の特性はない - 他人の自然治癒力を高めたり体温を引き出すことが可能だが、当人の体力に限界が来ると効果を失う |
| ヒトヒトの実     | 大仏                         | センゴク            | ヒト | - 掌から強力な衝撃波を放つことができる |
| ヒトヒトの実     | 大入道                       | オニ丸              | ヒト | |
| ヒトヒトの実     | ニカ                         | モンキー・D・ルフィ | ヒト | - かつて世界政府はこの実の名前と能力を隠すために、超人系悪魔の実「ゴムゴムの実」と偽り回収を試みてきたが、800年の間一度も手に入れることは出来なかった。 - 体がゴムになることで、以下の性質を持つ。 - ゴムの弾力性・伸縮性・絶縁性・張力性を持つ。 - 打撃・関節技・銃撃・電撃が無効。 - 筋肉だけでなく、内蔵・心臓・血管・骨など体の内部も全てゴムになる。 - 伸縮・弾力には限度がある。 - 鋭利な刃物による斬撃・刺突が弱点。 - 「覚醒」すると髪や服が真っ白になり、ゴムの体に更なる腕力と自由が与えられる。さらに自分の体だけでなく、超人系の「覚醒」のように周囲にも影響を与え、生物問わずゴムに変えられる。 - 五老星曰く「世界で最もふざけた能力」。 - 実はメロンのような形状。皮は紫色、中身は黄緑色。 |
| ウオウオの実     | 青龍                         | カイドウ            | 魚   | - 「焔雲」を生み出し、その雲を渡り歩くように空を飛ぶことができる - 焔雲を使い、島一つをまるごと浮かばせることもできる - 口から強力な高温の火炎を吹いたり、雷・かまいたち・竜巻を起こしたりすることができる - 実はイチゴのような形状で、ヘタの枝が2本ある。果皮は龍の鱗のような形をしている。色は水色 |
| イヌイヌの実     | 九尾の狐                     | カタリーナ・デボン  | イヌ | - 他人の姿に化けることができる - 声や服装も真似ることができる |
| イヌイヌの実     | 大口真神（オオクチノマカミ） | ヤマト              | イヌ | - 冷気を操り、氷結させることができる - 実は柿のような形状。実の色は橙で、葉は茶色 |
| ヘビヘビの実     | 八岐大蛇 （ヤマタノオロチ）  | 黒炭オロチ          | ヘビ | - 能力者の首が8回(8本)斬り落とされない限り、生存することができる - 実はパイナップルのような形状。葉先が矢印のような形をしている。色は紫 |
| ウマウマの実     | ペガサス                     | ストロンガー        | ウマ | |
| リュウリュウの実 | 麒麟                         | キリンガム聖        | 竜   | - 相手を眠らせることができ、眠らせた相手が見ている夢を具現化できる - 能力で具現化した怪物は「MMA（ムーマ）」と呼ばれる - 具現化した食べ物は食べることはできるが、カロリーやエネルギーはない |

### 自然系
自然（ロギア）系は、身体を自然物そのものに変化させ、自在に操れるようになる種。数が少なく、3種の中では最も希少。
能力者の実体を原形を留めない自然物に変えることで、通常の物理攻撃を受け流し無効化できる（ヤミヤミの実は例外）。その絶対的な防御力と、広範囲に及ぶ自然現象さながらの攻撃力から、3種の中でも最強種とされる。
能力の制御は非常に難しく、慣れていないと体が勝手に自然物に変化してしまう。質量をあまり持たない自然物に変化する自然系は、ある程度の飛行能力も併せ持つ。
| 名前         | 能力者                            | 自然物 | 備考 |
| ------------ | --------------------------------- | ------ | --- |
| モクモクの実 | スモーカー                        | 煙     | - 煙状態でも物を掴む、殴る等の物理的行動ができる - 体を煙に変えて広範囲に拡散させ、同時に複数の相手を捕縛できる - 体の一部を煙に変え、遠距離攻撃を行ったり、飛行に近い移動ができる - 「メラメラの実」とは効果が相殺される - 実は丸い形状で、果皮は煙のような模様をしており、ヘタがしおれている。色は灰色 |
| スナスナの実 | クロコダイル                      | 砂     | - 触れた物体の水分を吸収し、干乾びさせることができる（限界まで吸収するとその物体は砂に還る） - 砂の刃で斬撃を放つことができる - 地下の水脈を感知し、それを使って流砂を引き起こすことができる - 砂嵐を起こすことができるが、威力が強くなると能力者自身でも制御が困難となる - 水分が弱点。身体が水分に触れると砂への変化が制限され、しばらくの間物理攻撃が有効になる - 実は丸いサボテンのような形状。色は砂色 |
| メラメラの実 | ポートガス・D・エース →サボ       | 炎     | - 「モクモクの実」とは効果が相殺される - 「マグマグの実」の下位種であり、効果が打ち消される - 実はメロンのような形状。果皮は炎のような模様をしている。色は橙色 |
| ゴロゴロの実 | エネル                            | 雷     | - 数ある悪魔の実の中で無敵と謳われる能力の一つ - 雷の速度（秒速150km）で移動でき、最大2億ボルトになる電撃を発することができる - 電気抵抗によって以下のことが可能になる - 物体を発熱させる - 金属を電熱によって形状を変化させたり、金属の物体内を移動することができる - 心停止状態でも脳が無事ならば、自身の電撃で心臓マッサージを行い蘇生ができる - 絶縁体が弱点であるため、「ゴムゴムの実」の能力者に対しては、攻撃も防御も無効化される - 電撃を生物の姿に変えて操ったり、雷でできた巨大な雷神に変身することができる - 実はビワのような形状で、稲妻形の棘が無数に生えている。色は黄色   |
| ヒエヒエの実 | クザン（青雉）                    | 氷     | - 冷気を操り、周囲の物体や海を瞬時に凍らせることができる - 凍らせた生き物は「仮死状態」となり、解凍すれば生き返るが、体が脆くなるため割れると死ぬ - 空気中の水分を凍結させて、剣や矛等の武器を作ったり、相手を氷塊に閉じ込めたりすることができる - 物理攻撃を受け流すことはできないが、通常の物理攻撃ではダメージを受けず、身体を砕かれても再生できる - カナヅチになるというデメリットは他の能力と同様だが、海面を凍結させて足場を作ることができるため、海に対してある程度の耐性を持つ - 「ユキユキの実」の上位種で、冷却速度が速い                                                      |
| ヤミヤミの実 | マーシャル・D・ティーチ（黒ひげ） | 闇     | - 悪魔の実の歴史上、最も凶悪とされる能力 - 一切の光も逃さない無限の引力であらゆるものを闇の中へ引きずり込み、押し潰す - 一度闇に引きずり込んだものを解放することもできる - 他の自然系と違って物理攻撃の受け流しが全く出来ず、あらゆる「痛み」さえも引き寄せる（受けたダメージを逃がすことができない）ため、攻撃を受けると常人以上にダメージを負ってしまう - 引力は悪魔の実の能力にも作用し、他の能力者の実体を強制的に引き寄せることができる - この状態で他の能力者の実体に触れると、相手の能力の発動そのものを封じることができる - 実は丸型のパイナップルのような形状。表皮は明るい紫色 |
| ピカピカの実 | ボルサリーノ（黄猿）              | 光     | - 光の速度（秒速30万km）で移動できる - 直線移動しかできないが、物体や建物等に光を反射させることで、別方向へと移動ができる - 光を集束させ、強力なレーザーを発射できる。 - レーザーは強力な貫通力を持つが、海楼石等の貫通できないものに着弾すると大爆発を引き起こす - 光の速度による強力な物理攻撃（蹴り等）ができる - 光の剣を作り出すことができる |
| マグマグの実 | サカズキ（赤犬）                  | マグマ | - マグマを噴出させ、火山噴火のように火山岩を落として攻撃ができる - 高温によって地面を溶かし、地中を移動することができる - 「メラメラの実」の上位種であり、火を焼き尽くすことができる |
| ヌマヌマの実 | カリブー                          | 沼     | - 体を底なし沼に変え、触れたものを体内に取り込むことができる - 取り込める容量には限度がある - 体内に取り込んだものは、自由に外に放出できる - 閉じ込められた対象は自力で脱出できない - 能力者は狭い場所に閉じ込められると脱出できないのが弱点 |
| ガスガスの実 | シーザー・クラウン                | ガス   | - ガス状態でも物をつかむ等の物理的行動ができる - 可燃性ガス、毒ガス、中和ガス、幻覚ガスなど様々なガスを作り出し放出できる - 一定範囲の気体を操ることができ、放出したガスを自在に操作したり、空気中から酸素を奪うこともできる - 金属を溶かすほどの高温の炎をガスバーナーのように口から放つことができる - 大量の毒ガスを吸収して巨大化することができる（自身は毒ガスの影響を受けず、死ぬこともない） - 自身の体を浮力の高いガスに変え、ガス気球のように他者を運ぶこともできる。ただし、運ぶ人数（浮かせる重量）が多いほど体力を消耗する                                                    |
| ユキユキの実 | モネ                              | 雪     | - 自在に雪を降らせて操り、大量の雪で防御したり、周囲に吹雪を起こしたりすることができる - 触れた相手を冷却することができる - 全身を雪に変え、流動することで周囲の雪に紛れるカモフラージュを行ったり、雪像の怪物のような姿になることができる - 熱が弱点 - 「ヒエヒエの実」の下位種であり、冷却速度で劣る |
| モリモリの実 | アラマキ（緑牛）                  | 森     | - 大地に森を自在に形成することができる - 根を相手に突き刺し、養分や水分を吸い取ることができる - 養分や水分を吸い取ることで、能力者は食事をしなくても生存できる - 物理攻撃を受け流すことはできないが、高い再生能力を持つ - 火で焼き尽くされても、大地に生やした新芽から復活することができる - 背中から花を咲かせて回転させ、ヘリコプターのように空を飛行することができる - 光合成を行うことができ、食事を摂らなくても栄養を補給できる |

## 人造悪魔の実
科学的手法により人工的に造られる悪魔の実。現在のところ、動物系の実のみが登場している。円形の模様がついているのが特徴。能力者は泳げなくなるというデメリットは本物の悪魔の実と共通する。本物とは異なり、能力者が死んでも世界のどこかにその能力を秘めた実が復活する事はなく、消滅する。
かつてDr.ベガパンクは、「ウオウオの実 モデル“青龍”」の能力者であるカイドウから血統因子を抽出し、人造悪魔の実を作った。能力面はほぼ完全に再現されたが、成分を完全再現することはできなかった。ベガパンクはこの実を「失敗作」と見なし、世界政府から引き渡すよう要請されても応じなかった。この実はパンクハザードの研究所に保管され、後に光月モモの助によって食べられた。
ベガパンクによると、特殊な実も莫大な時間と金があれば再現可能だという。ただし、「覚醒」は未確認で自然系も再現には至っていない。超人系の能力は、能力者の血液から生成した特殊な血液「グリーンブラッド」を投与することで再現が可能。セラフィムは、この技術によって能力を得ている。

### SMILE
「SMILE（スマイル）」は、ドンキホーテ・ドフラミンゴがシーザー・クラウンと手を組んで製造していた、動物系の人造悪魔の実。通常の動物系やベガパンクの人造悪魔の実と比べて不完全であり、SMILEの能力者は体の一部のみが変化したり、常時体の一部が動物のものになったりする。独立した意思を持つ動物がSMILE能力者の体に発現して、能力者自身に不利益を与える場合がある。SMILE能力者が自由に変形できるかどうかは食べた実による。本物の悪魔の実と違い、SMILEは普通の果物の味がする。
ドレスローザの地下にあるドンキホーテファミリー所有の工場で製造される。工場内の河川にシーザーが製造する薬品「SAD」を流し込み、それを果樹に吸わせて、あらゆる植物を育てることができるトンタッタ族の力で栽培する。トンタッタ族曰く「とても不自然な果実」で、一期での収穫量の内、SMILEとして使える実は10分の1以下。実を食べても能力を得られる確率は約10%である。能力を得られなかった者は、泳げなくなることに加え、不完全な薬品である「SAD」の副作用で「悲しみ」や「怒り」の表情を失い、ただ笑うことしかできなくなるリスクを持つ。このリスクが「SMILE」の名の由来となっている。一口かじられた失敗作のSMILEには副作用だけを伝達する効力が残っており、他の者が食べてもリスクを負う。
原料の「SAD」は様々な動物の血統因子を混ぜた液体であり、血統因子は現存する生物からしか抽出できないため、シーザーの科学力では幻獣種や超人系・自然系のSMILEは作れなかった。製造過程に本物の悪魔の実は関わっていないため、通常の悪魔の実と異なり同種の能力者が複数存在する。
百獣海賊団のカイドウはSMILEを使い、何百人もの能力者軍団「ギフターズ」を組織している。ワノ国の将軍オロチは、おこぼれ町の住人に一口かじられた失敗作のSMILEを食べさせることで、町を笑顔が絶えない町へと作り変えた。
パンクハザード編でSADの製造装置が、ドレスローザ編でSMILE工場がそれぞれ破壊された。さらに、シーザーがルフィ達に捕まり、ドンキホーテファミリーが壊滅したことで、SMILEの製造と取引は完全に停止した。
| 能力者             | 動物                 | 備考                               |
| ------------------ | -------------------- | ---------------------------------- |
| シープスヘッド     | ヒツジ               | - 腕を羊の角に変えることができる   |
| ジンラミー         | リス                 | - 能力は食事の際に頬袋が膨らむのみ |
| バットマン         | コウモリ             | - 人間の6倍の聴覚を得る            |
| ガゼルマン         | ガゼル               | - 時速200kmで走ることができる      |
| マウスマン         | ネズミ               |                                    |
| ホールデム         | ライオン             |                                    |
| スピード           | ウマ                 | - 350度の視界を得る                |
| 二牙               | ウマ                 |                                    |
| 保井さっ左         | ウマ                 |                                    |
| ホースマン         | ウマ                 |                                    |
| スネークマン       | ヘビ                 |                                    |
| さらへび           | ヘビ                 |                                    |
| ラビットマン       | ウサギ               |                                    |
| ドボン             | カバ                 |                                    |
| アルパカマン       | アルパカ             |                                    |
| ソリティア         | サル                 |                                    |
| ダイフゴー         | サソリ               |                                    |
| スコーピオンレディ | サソリ               |                                    |
| ババヌキ           | ゾウ                 |                                    |
| マジロマン         | アルマジロ           |                                    |
| ダチョウマン       | ダチョウ             |                                    |
| ホークマン         | 鷹                   |                                    |
| KOSHIファルコン    | ハヤブサ             |                                    |
| AGEHAウーマン      | アゲハチョウ         |                                    |
| バオファン         | ムササビ             |                                    |
| ジャンパー         | ショウリョウバッタ   |                                    |
| ビーガール         | スズメバチ           |                                    |
| バッタマン         | クルマバッタ         |                                    |
| 提灯マン           | ナナフシ             |                                    |
| うすのろ           | ゾウガメ             |                                    |
| ナイトクラブガール | カニ                 |                                    |
| ダウト兄弟         | フクロウ             |                                    |
| レッドウルフ       | 狼                   |                                    |
| ノコクワポリス     | ノコギリクワガタ     |                                    |
| ビートルマン       | カブトムシ           |                                    |
| カマキリガール     | カマキリ             |                                    |
| ブリスコラ         | ゴリラ               |                                    |
| ミゼルカ           | ゴリラ               |                                    |
| サイタンク         | サイ                 |                                    |
| ビズリー           | ハリネズミ           |                                    |
| コーカサスマン     | コーカサスオオカブト |                                    |
| ハムレット         | キリン               |                                    |
| フォートリックス   | ニワトリ             |                                    |
| ポーカー           | ガラガラヘビ         |                                    |
| びしょ濡れ女       | ニシキヘビ           |                                    |
| 山姥               | アオダイショウ       |                                    |
| カイマンレディ     | カイマン             |                                    |
| 濡れ女             | シシバナヘビ         |                                    |
| 天井下り           | 白蛇                 |                                    |
| 輪入道             | パグ                 |                                    |

## 名称不明の能力
現在までに名称が判明していない悪魔の実を列挙する。ただし、悪魔の実に由来しない能力も含まれている可能性がある。名前が太字で書かれている者は、悪魔の実の能力者であることが何らかの形で明示されている者。
| 能力者                        | 能力・備考                                                     | 出典   |
| ----------------------------- | -------------------------------------------------------------- | ------ |
| ウルージ                      | - 受けたダメージに応じてパワーアップし、巨大化することができる | [ 27 ] |
| ミノタウロス                  | - ウシの力を得る動物系悪魔の実                                 | [ 61 ] |
| ミノリノケロス                | - サイの力を得る動物系悪魔の実                                 | [ 61 ] |
| ミノコアラ                    | - コアラの力を得る動物系悪魔の実                               | [ 61 ] |
| ミノゼブラ                    | - シマウマの力を得る動物系悪魔の実                             | [ 61 ] |
| ラフィット                    | - 腕を翼に変形させ、飛ぶことができる                           | -      |
| エポイダ                      | - イモムシの力を得る動物系悪魔の実                             | -      |
| オニグモ                      | - 髪を腕のように変化させることができる                         | -      |
| ダルメシアン                  | - ダルメシアンの力を得る動物系悪魔の実                         | [ 27 ] |
| ミノチワワ                    | - チワワの力を得る動物系悪魔の実                               | -      |
| ジェイガルシア・サターン聖    | - 牛鬼に変身することができる                                   | -      |
| マーカス・マーズ聖            | - 以津真天に変身することができる                               | -      |
| トップマン・ウォーキュリー聖  | - 封豨に変身することができる                                   | -      |
| イーザンバロン・V・ナス寿郎聖 | - 馬骨に変身することができる                                   | -      |
| シェパード・十・ピーター聖    | - サンドワームに変身することができる                           | -      |
| イム                          | - 詳細は不明だが、怪物のような姿に変身できる                   | -      |
| ロキ                          | - 詳細不明。エルバフの王家に伝わる伝説の悪魔の実               | -      |
| シャムロック聖の剣            | - ケルベロスに変身することができる                             |        |

## 派生作品オリジナルの実
原作以外の派生作品で登場した悪魔の実。

### テレビアニメ
| 名前             | 能力者                 | 能力・備考 | 登場作品                                        |
| ---------------- | ---------------------- | --- | ----------------------------------------------- |
| ヒソヒソの実     | アピス                 | - 動物と会話することができる | テレビアニメ「ロストアイランド編」              |
| カマカマの実     | エリック               | - カマイタチを作り出すことができる | テレビアニメ「ロストアイランド編」              |
| アツアツの実     | ドン・アッチーノ       | - 体から最高1万度の高熱を発することができる | テレビアニメ「アイスハンター編」                |
| アミアミの実     | ラルゴ                 | - 体から粘着性の網を出すことができる - 体に取り込んだ物を網に変えて放出できる - 肉体を網状にすることができる | テレビアニメ 映画連動特別編「金獅子の野望」     |
| ミニミニの実     | リリー・エンストマック | - 自分の体を小さくすることができる | テレビアニメ 映画連動特別編「Zの野望」          |
| グツグツの実     | ビル                   | - 体を溶鉱炉に変え、体内で鉱物を加工することができる | テレビアニメ 映画連動特別編「シルバーマイン編」 |
| コロコロの実     | アベロン               | - 体をトロッコに変えることができる | テレビアニメ 映画連動特別編「シルバーマイン編」 |
| ペトペトの実     | ブリード               | - 生物を自分のペットにし、操ることができる - 手からスライム状物体を出し、それを固めた首輪を着けさせることでペットにする - 操るためには能力者が命じる声を聴かせなければならない - 操った相手の身体能力を100%引き出せる。これは能力者自身が首輪をしても有効 | テレビアニメ「シーザー誘拐編」                  |
| モアモアの実     | バーンディ・ワールド   | - 触れた物の大きさ・速さを100倍まで高められる | アニメSP『3D2Y』                                |
| キュブキュブの実 | ガイラム               | - どんな物でもキューブ状にでき、動かしたり、積み上げられる | アニメSP『3D2Y』                                |
| ジャラジャラの実 | マッド・トレジャー     | - 体から鎖を出すことができる | アニメSP『ハートオブゴールド』                  |
| イロイロの実     | サイコ・P              | - スプレーで色付けした人や物を周りと同化させることができる | アニメSP『ハートオブゴールド』                  |

### 劇場版
| 名前                                | 能力者             | 能力・備考 | 登場作品                                                      |
| ----------------------------------- | ------------------ | --- | ------------------------------------------------------------- |
| ゴエゴエの実                        | エルドラゴ         | - 大声を光線にして発射できる | 劇場版『ONE PIECE』                                           |
| カチカチの実                        | ベアキング         | - 体を鋼鉄のように硬くすることができる - 体の一部を加熱できる | 劇場版『ねじまき島の冒険』                                    |
| トロトロの実                        | ハニークイーン     | - 体を液体状にすることができる - 着衣には効果がなく、狭所に閉じ込められると脱出できないのが弱点 | 劇場版『ねじまき島の冒険』                                    |
| アメアメの実                        | ガスパーデ         | - 体を水飴状にすることができる - 小麦粉をかけられると固体化し、物理攻撃が有効になる | 劇場版『デッドエンドの冒険』                                  |
| ノコノコの実                        | ムッシュール       | - 毒キノコの胞子を体から生み出し、操ることができる - 火が弱点 | 劇場版『エピソードオブチョッパー+』                           |
| トリトリの実 モデル“鷲（イーグル）” | バズ               | - 鷲の力を得る動物系悪魔の実 | 劇場版『麦わらチェイス』                                      |
| モドモドの実                        | アイン             | - 対象の時間を戻し、12年若返らせることができる - 無生物にも有効。能力者自身を若返らせることは不可能 - 誕生して12年未満のものに対して能力を使用すると、対象そのものが消滅してしまう | 劇場版『Z』                                                   |
| モサモサの実                        | ビンズ             | - 植物の成長を促し、操ることができる | 劇場版『Z』                                                   |
| ゴルゴルの実                        | ギルド・テゾーロ   | - 一度触れた金を操ることができる - 海水で濡れた金を操ることはできず、能力で操った金を海水で濡らしたり洗い流したりすると砕け散る - 「覚醒」すると、自らの能力で操っている金の状態を感知できる | 劇場版『GOLD』                                                |
| ラキラキの実                        | バカラ             | - 触れた相手の運気を吸い取ることができる - 他人の運気を吸い取ることで、自分の運気を上げることができる | 劇場版『GOLD』                                                |
| ヌケヌケの実                        | タナカさん         | - 無機物をすり抜けることができる - 生物などの有機物はすり抜けられない | 劇場版『GOLD』                                                |
| ビジョビジョの実                    | アン               | - 超人系 - 触れたものを幻影として出現させることができる - 触れたものが写真やイラストでも実物大で出現し、能力者であればその能力もコピーする - 実体化できる時間は短い - 実は電灯のような形状。色は緑色 | ONE PIECE LIVE ATTRACTION "3"『PHANTOM』、 劇場版『STAMPEDE』 |
| ガシャガシャの実                    | ダグラス・バレット | - 超人系 - 触れた無機物を合体させ、変形させることができる - 物を自身の肉体と合体させたり、無機物同士を合体させ、新たな武器を生み出したりできる - 「覚醒」すると、より広範囲にある無機物を集めることができる - 実は丸い形状。色は藍色 | 劇場版『STAMPEDE』                                            |
| ウタウタの実                        | ウタ               | - 自分の歌声を聞いた者を催眠状態にし、仮想空間「ウタワールド」に引き込むことができる - ウタワールド内では万能と言えるほど、思い通りのことを自在にできる - ウタワールドは能力者が眠ると消滅し、引き込まれた者も目を覚ます - 能力者本人が死亡するとウタワールドに引き込まれた者は永遠にウタワールドに閉じ込められる - 一度ウタワールドに引き込まれた者は、自力で現実世界に戻ることは不可能 - ウタワールドに引き込まれた者は現実世界では睡眠状態になるが、能力者の呼び掛けにより操ることも可能 - 能力者の歌声で、ウタワールドに引き込んだ者を目覚めさせる事もできる - 実はオレンジのような形状で、ヘタが八分音符（♪）の形になっている。色はピンク色で、中央部に黄色・オレンジ・ピンク・白の線が入っている | 劇場版『RED』                                                 |

### ゲーム作品
| 名前                                | 能力者                       | 能力・備考 | 登場作品                                |
| ----------------------------------- | ---------------------------- | --- | --------------------------------------- |
| パサパサの実                        | サイモン                     | - 体を紙状にすることができる | ゲーム『ナナツ島の冒険』                |
| ネムネムの実                        | ノコ                         | - 笛を奏で、相手を眠らせることができる - 眠らせた相手に思い通りの夢を見せることができる                                                                                                  | ゲーム『オーシャンズドリーム!』         |
| ミニミニの実                        | ブリュー                     | - 自分の体を小さくすることができる | ゲーム『ランドランド!』                 |
| イヌイヌの実 モデル“化狸”           | パト                         | - 化け狸の力を得る、動物系幻獣種の悪魔の実 - 植物の葉に文字を書くことで、自由に物を作り出すことができる                                                                                  | ゲーム『アンリミテッドワールド レッド』 |
| バットバットの実 モデル“バンパイア” | パトリック・レッドフィールド | - バンパイアの力を得る、動物系幻獣種の悪魔の実 - 他人から「若さ」を吸い取り、「老い」を与えることができる - 実は柿のような形状。皮は紫色、中身は薄紫色                                   | ゲーム『アンリミテッドワールド レッド』 |
| コテコテの実                        | アディオ・スエルテ           | - 青いエネルギーでできた巨大な「小手」を具現化し、浮かべ操ることができる - 非生物なら何でも掴むことが可能で、押しとどめたりすることができる - 生物を掴むことはできないが、殴ることは可能 | ゲーム『ONE PIECE ODYSSEY』             |

### プレミアショー
ユニバーサル・スタジオ・ジャパンで行われている「ワンピース・プレミアショー」に登場する能力者。
| 名前             | 能力者                   | 能力・備考                                                                      | 登場作品            |
| ---------------- | ------------------------ | ------------------------------------------------------------------------------- | ------------------- |
| コピコピの実     | カメレオーネ             | - 相手の容姿や能力をコピーすることができる - くしゃみをするとコピーが解除される | プレミアショー 2012 |
| グツグツの実     | ランボル・ブキーニ       | - 溶鉱炉人間になることができる                                                  | プレミアショー 2013 |
| ズマズマの実     | スマッシュ               | - プラズマ人間になることができる                                                | プレミアショー 2014 |
| コネコネの実     | ビルディ                 | - 偽物の人間を作り上げることができる                                            | プレミアショー 2014 |
| ニトニトの実     | ビュルスト               | - ニトロ人間になる。触れたものをニトロ爆発させることができる                    | プレミアショー 2015 |
| ホレホレの実     | ボンボン                 | - 媚薬人間になる。光線を浴びせた相手を惚れ込ませ、言いなりにすることができる    | プレミアショー 2015 |
| ネパネパの実     | ワイルダー               | - 熱波人間になる。熱波を発生させることができる                                  | プレミアショー 2016 |
| モノモノの実     | ポッケ                   | - 人や物を再現することができる                                                  | プレミアショー 2016 |
| ウテウテの実     | バッド・ワン・グレイシー | - 発砲人間になる。拳銃や大砲を生み出すことができる                              | プレミアショー 2017 |
| ポチャポチャの実 | ネイロ                   | - 贅肉人間になる。相手に贅肉をつけることができる                                | プレミアショー 2017 |
| バナバナの実     | バウンティー             |                                                                                 | プレミアショー 2018 |
| デリデリの実     | プライズ                 |                                                                                 | プレミアショー 2018 |
| バスバスの実     | バルザック               | - 触れたものを爆弾に変えることができる                                          | プレミアショー 2019 |
| ニビニビの実     | カルディア               | - 死者の形見があれば、その持ち主の姿を鬼火で再現することができる                | プレミアショー 2021 |
| チュニチュニの実 | ユーディ                 | - 相手の能力を上げ下げできる                                                    | プレミアショー 2022 |
| シュクシュクの実 | ボルスター               | - 対象を圧縮することができる                                                    | プレミアショー 2024 |
| マボマボの実     | ファント                 | - 触れた者の記憶を読み取り、幻を生み出すことができる                            | プレミアショー 2024 |
| ホミホミの実     | ホミング                 | - 手に持てる物を見える位置に飛ばすことができる                                  | プレミアショー 2024 |

### その他
| 名前                      | 能力者               | 能力・備考 | 登場作品                                                            |
| ------------------------- | -------------------- | --- | ------------------------------------------------------------------- |
| トリトリの実 モデル“ヌエ” | トラツグ             | - 鵺の力を得る、動物系幻獣種の悪魔の実 - 黒雲を纏い空を飛ぶことができる                                                | ONE PIECE ART NUE 大覚寺「魔獣と姫と誓いの花」展                    |
| メタメタの実              | グレイドル           | - 液体金属人間になる - 体を金属に変えることができる - 液体金属で分身を作り出すことができる                             | ONE PIECE ドラマティックステージ THE METAL 〜追憶のマリンフォード〜 |
| デロデロの実              | アルトゥール・バッカ | - 体を液体にすることができる - 目から放つ光線で他人の心を溶かし、操ることができる - 光線を浴びた者は、24時間で死亡する | 小説『ONE PIECE novel LAW』                                         |
| ペケペケの実              | ぺけたん             | | Fischer'sコラボ漫画『Fischer`s×ONE PIECE 7つなぎの大秘宝』          |
| ゲムゲムの実              | ダーマのタブレット   | | Fischer'sコラボ漫画『Fischer`s×ONE PIECE 7つなぎの大秘宝』          |
| キャラキャラの実          | リップシャーク       | | Fischer'sコラボ漫画『Fischer`s×ONE PIECE 7つなぎの大秘宝』          |

### 名称不明の能力（派生作品）
| 能力者                 | 能力・備考                               | 登場作品                                 |
| ---------------------- | ---------------------------------------- | ---------------------------------------- |
| チキチータ             | - チーターの力を得る動物系悪魔の実       | テレビアニメ「フォクシー海賊団編」       |
| アルパカチーノ         | - アルパカの力を得る動物系悪魔の実       | テレビアニメ 映画連動特別編「Zの野望編」 |
| オールハント・グラント | - 左腕が巨大な獣の腕になる動物系悪魔の実 | テレビアニメ「海軍超新星編」             |

## 商品化
2013年11月、大手コンビニ「セブン-イレブン」で、悪魔の実を再現したパン「ゴムゴムの実」が数量限定で販売された。